# Reuben Fine

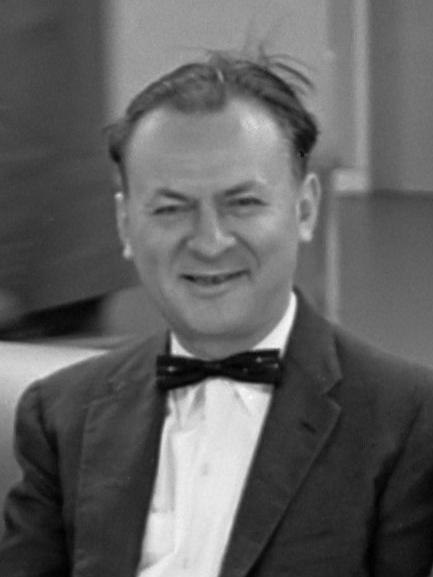
Reuben Fine (1961)

Reuben Fine (New York, 11 oktober 1914 - aldaar, 26 maart 1993) was een Amerikaanse schaker, hij was grootmeester. 

## Schaakcarrière
Fine behoorde in de jaren 1936 - 1948 tot de wereldtop. Hij wist de schaakwereld te verrassen door het internationale schaaktoernooi van Zandvoort in 1936 te winnen, boven wereldkampioen Max Euwe. Later dat jaar won hij ook het Arbeiderspers Schaaktoernooi.
Samen met Paul Keres won Fine in 1938 het beroemde AVRO-schaaktoernooi. Hij deed een aantal pogingen het Amerikaans kampioenschap op zijn naam te brengen, maar moest steeds in Samuel Reshevsky zijn meerdere erkennen.
Fines naam blijft verbonden aan de Fine-variant van het Dame-Indisch:
1.d4 Pf6 2.c4 e6 3.Pf3 b6 4.g3 Lb7 5.Lg2 Dc8 6.0-0 c5 7.d5
|   | Finevariant in het Dame-Indisch |    |    |    |    |    |    |    |
| 8 | rd                              | nd | qd |    | kd | bd |    | rd |
| 7 | pd                              | bd |    | pd |    | pd | pd | pd |
| 6 |                                 | pd |    |    | pd | nd |    |    |
| 5 |                                 |    | pd | pl |    |    |    |    |
| 4 |                                 |    | pl |    |    |    |    |    |
| 3 |                                 |    |    |    |    | nl | pl |    |
| 2 | pl                              | pl |    |    | pl | pl | bl | pl |
| 1 | rl                              | nl | bl | ql |    | rl | kl |    |
|   | a                               | b  | c  | d  | e  | f  | g  | h  |

Reuben opende meestal met de zet 1.d4 en hij had een voorkeur voor het geweigerd damegambiet en het Nimzo-Indisch, zowel met wit als met zwart.